# 14790 Beletskij
14790 Beletskij este un asteroid din centura principală, descoperit pe 30 iulie 1970, de Tamara Smirnova.